# داحسية عديسية
داحسية عديسية (الاسم العلمي:Paronychia lenticulata) هي نوع من النباتات تتبع جنس الداحسية من الفصيلة القرنفلية.